# Zaczarowana zagroda
Zaczarowana zagroda – książka wydana przez Alinę Centkiewicz i Czesława Centkiewicza w 1963 roku.

## Fabuła
Akcja książki dzieje się na Antarktydzie (stacja im. Dobrowolskiego na wschodnich wybrzeżach Antarktydy).
Badacze chcieli oznakować pingwiny obrączkami i znakami na plecach, żeby sprawdzić trasę wędrówki w czasie zimy polarnej. Interesowało ich też, czy ptaki wrócą do swoich gniazd. Zbudowali specjalną zagrodę i tam gromadzili pingwiny Adeli.
Pingwiny uciekały z lodowej zagrody, wchodząc sobie na plecy, a ludzie nie wiedzieli, w jaki sposób to robią. Pierwszego dnia pingwiny uciekły, a został tylko jeden, nazwany przez profesora (badacza) „elegancikiem”. Drugiego dnia ludzie podwyższyli mur lodowej zagrody, ale i tak pingwiny się z niej wydostały (w środku pozostały dwa).
Pilot helikoptera z sąsiedniej stacji badawczej, na której obserwuje się pogodę, zobaczył, jak one wyskakują.
W końcu udało się oznakować pingwiny. Okazało się, że po dalekich wędrówkach każdy pingwin wrócił dokładnie do swojego gniazda.

## Odbiór i analiza
Utwór jest lekturą szkolną w Polsce od wielu lat. Utwór dodano do listy lektur ok. 1985 roku (dla klasy II). Był zalecany jako lektura dla klasy III pod koniec lat 90. (w programie z 1997, obowiązującym do 1999 r.). Powrócił do listy lektur (dla klas I-III) szkoły podstawowej (w 2017 r.). Pozycja została z listy lektur usunięta w 2021 bez podania powodu.
Według Beaty Lisowskiej, piszącej w 2018 roku w czasopiśmie „Pedagogika. Studia i Rozprawy”, pozycja ta jest wartościową lekturą dla dzieci, ponieważ tematyka badań na Antarktydzie jest dla uczniów interesująca, a lektura zawiera wiele wartościowych informacji na temat klimatu, fauny i flory tego kontynentu.
Według Anny Józefowicz, piszącej w 2022 w czasopiśmie „Podstawy Edukacji”, nauczyciele uznali książkę za wartościową lekturę, „szczególnie wartościową poznawczo”, uwrażliwiającą dzieci na piękno przyrody, z oryginalną tematyką (życie pingwinów).
W tym samym roku książkę zrecenzowała dla portalu Zwrot. Zwróciła uwagę, że ilustracje z wydania z 2016 (Agnieszki Żelewskiej) są bardzo dobre, o wiele lepszych od oryginalnych, a także, że inspiracją książki były osobiste doświadczenia autorów, a także historia polskiego badacza Antarktydy, profesora Antoniego Bolesława Dobrowolskiego. Książkę oceniła pozytywnie, jako „pełną ponadczasowego humoru”, edukacyjną i wciągającą.